# „Akik kimaradtak a szereposztásból”
Az „Akik kimaradtak a szereposztásból” egy 1977-ben készített és 1981-ben a Magyar Televízióban bemutatott fekete-fehér magyar dokumentumfilm Radó Gyula rendezésében.

## Készítették
- Rendező: Radó Gyula
- Forgatókönyvíró: Vadas Zsuzsa
- Szakértő: Horváth Árpád
- Operatőr: Illés János
- Vágó: Vasadi Éva
- Gyártásvezető: Lettner Lajos

## Szereplők
| Színész               | Adatok    | Életkora a felvétel (1977) évében |
| --------------------- | --------- | --------------------------------- |
| Ambrus András         | 1925–     | 52                                |
| Bíró József           | 1932–     | 45                                |
| Csernai Csihák László | ?–        | ?                                 |
| Fekete András         | 1930–2013 | 47                                |
| Kádár Flóra           | 1928–2003 | 49                                |
| Korompay Vali         | 1932–2012 | 45                                |
| Létay Klári           | 1923–     | 55                                |
| Surányi Imre          | 1927–2014 | 50                                |
| Szilágyi Eta          | 1928–1986 | 49                                |
| Veszeley Mária        | 1927–1989 | 50                                |

## Története
„A Fiatal Művészek Kísérleti Stúdiója még 1977-ben készítette azt az egyórás filmet, amelynek nem éppen szerencsésen az Akik kimaradtak a szereposztásból címet adták. A filmben megszólal: Ambrus András, Bíró József, Csernai Csihák László, Fekete András, Kádár Flóra, Korompay Vali, Létay Klári, Surányi Imre, Szilágyi Eta és Veszeley Mária. Köztük olyan munkás-paraszt származású színészek, akiket a felszabadulás után a Színház- és Filmművészeti Főiskolán a majdan megírandó szocialista-realista drámák munkás-parasztszerepeinek eljátszására készítettek fel. S ebből kitűnően diplomáztak is. […] A diploma átvétele után szinte valamennyien fővárosi színházaknál helyezkedtek el. Többen már utolsó éves korukban játszottak a Nemzetiben, kaptak kisebb-nagyobb filmszerepeket. S hogy a feladatokat jól oldották meg, arra a régi színházi lapok kritikái emlékeztetnek. Néhányan vidéki színházaknál próbálták tudásukat fejleszteni. De lassan elfogytak a rájuk szabott szerepek. S ők nem tudtak lépést tartani a hirtelen változással. Volt, aki hosszú hónapokon keresztül énekelni tanult. Nem sikerült. Most egy kamarakórusban énekel családi rendezvényeken, temetéseken – diplomával a zsebében. És a többiek? Van, aki önálló esteken áll az „ezerfejű Cézár” elé, van, aki diplomáját szépen bekeretezte, és költőnek csapott fel. Van, akiből színházi ügyelő, segédszínész lett. Néha-néha kap egy-egy kisebb szerepet televízióban, filmen. Családjuknak, gyermeküknek élnek. Csak egytől nem tudnak elszakadni: a színháztól, a filmtől.
Kár, hogy csak némelyikükre figyelnek fel néha-néha rendezőink. Ambrus András, Létay Klári, Kádár Flóra, Fekete András is csak »szerepelget«, de nem kap tudásának megfelelő szerepeket.”

## Bemutató
A Magyar Televízió 1981. január 7-én szerdán mutatta be a filmet az m2-n 21:10-es kezdéssel.

## Fogadtatás
„Három és fél. Ki tudja mi okból, de pontosan ennyi év kellett a televíziónak ahhoz, hogy a Radó Gyula rendezte Akik kimaradtak a szereposztásból című dokumentumfilm (?) képernyőre kerüljön. Ez a tény enyhén szólva hosszas találgatásokra adott okot a több milliós nézősereg körében. (Lássuk be, nem ok nélkül …) Először is tehát illett volna némi magyarázatot fűzni a film végén felvillanó 1977-es dátumhoz. Egyéb gondolatok is felmerültek e szokatlanul hosszú »érési idő« kapcsán. Először is: a filmben megszólaltatott művészek helyzete azóta megváltozhatott. A három éve mondottak talán ma már aktualitásukat, ízüket veszthették. Az itt-ott még felcsillanó optimizmus is megkophatott már. Másodszor: ha mégsem, akkor még szomorúbb ennyi idő távlatából a végkövetkeztetés. Mert a már akkor is megkésve érkezett figyelmeztetés, segítő szándék, talán néhány színművész esetében a 25. órájába lépett. De — a hasonló szándékkal készített, csak terjedelmesebbre sikeredett Szirtes Ádám-portré, s az előbb említett dokumentumfilm tanulsága azért megmaradt. S ez pedig nem a közönségnek szól! De a ma színházvezetői, rendezői is erős dilemmába kerülhettek: vajon ennyi idő múltán mennyi érvényes a filmben elhangzottakból? Vajon lehet-e még, s hogyan segíteni? E szinte csak kérdőjelekből összeálló kis írás végére még egy ideillik: vajon kinek higgyek? Az úton-útfélen félholtra foglalkoztatott »menők« panaszának, akiket lassan unásig ont a film, a televízió, a színház, vagy annak a sok száz — mert bizony sokan vannak — színművésznek, akik ilyen vagy olyan okból a színésztársadalom munkanélkülijeivé váltak?”